# Assani Lukimya-Mulongoti
Assani Lukimya-Mulongoti (Uvira, 25 gennaio 1986) è un calciatore congolese (Repubblica Democratica del Congo), difensore del Monheim.

## Carriera

### Club
Lukimya iniziò la sua carriera calcistica a Berlino nella piccola squadra del Norden Nordwest, dopodiché passò allo SV Tasmania-Gropiusstad 73. Qui venne scoperto dagli osservatori dell'Hertha Berlino che lo misero ben presto sotto contratto. Nell'Hertha, fece gavetta tra la squadra Under 19 e quella riserve, non riuscendo ad imporsi in prima squadra. Dopo tre anni, si svincola e firma un contratto con l'Hansa Rostock, squadra dell'omonima città anseatica. Dopo un anno ancora nella squadra riserve, nel 2008 esordisce in prima squadra, subentrando a Kai Bülow durante il match contro il Wolfsburg. A fine calciomercato 2009 si trasferisce a parametro zero al Carl Zeiss Jena. Le ottime prestazioni di Lukimya convincono il Fortuna Düsseldorf a muoversi per tempo e ad accordarsi già con il giocatore il 20 aprile 2010. Al Dusseldorf sarà protagonista di due stagioni ad alto livello, culminate con la promozione in Erste Liga della squadra della Ruhr. Il 24 maggio 2012, Il Werder Brema annuncia di aver trovato l'accordo con il calciatore, che si trasferisce così a Brema firmando un contratto valido fino al 2015. Indosserà la maglia numero 5 che fu di Wesley.
Il 18 gennaio 2016 va in Cina.